# 96 (số)
96 (chín mươi sáu) là một số tự nhiên ngay sau 95 và ngay trước 97.